# Dysschema brunnea
Dysschema brunnea är en fjärilsart som beskrevs av Druce 1911. Dysschema brunnea ingår i släktet Dysschema och familjen björnspinnare. Inga underarter finns listade i Catalogue of Life.